# Blahoslav Hruška
Blahoslav Hruška (* 5. Mai 1945 in Český Brod bei Prag; † 26. Juni 2008 in Trnava) war ein tschechischer Archäologe und Altorientalist. In Fachkreisen wurde er  Bibek genannt.

## Leben
1962 machte er sein Abitur mit Auszeichnung an einem Prager Gymnasium. Nach dem Abitur studierte er Assyriologie und Vorderasiatische Archäologie an der Philosophischen Fakultät der Karls-Universität Prag bei dem Assyriologen Lubor Matouš und dem Archäologen Jan Filip. Neben den Hauptfächern belegte er Kurse in Ägyptologie, Arabisch, Hebräisch und Philosophiegeschichte. 
1967 machte er seinen Abschluss. Die Diplomarbeit trug den Titel „Das Babylonische Epos vom Pestgott Erra“. 1967 erhielt er ein Stipendium des Deutschen Akademischen Austauschdienstes, was ihn nach München führte, wo er Sumerisch bei Dietz Otto Edzard und Claus Wilcke sowie Keilschriftrecht bei Herbert Petschow studierte.
1969 absolvierte er sein Rigorosum in Akkadisch, Alte Geschichte, Archäologie, Keilschrift,  Philosophiegeschichte und Sumerisch, worauf er Assistent am Institut für Asiatische und Afrikanische Studien der Philosophischen Fakultät der Karls-Universität wurde. Hier unterrichtete er bis 1971 Sumerisch. 1971 begann er seine Forschungstätigkeit am Orientalischen Institut der Tschechoslowakische Akademie der Wissenschaften in Prag und ab 1992 am Archäologischen Institut Prag, wo er bis zu seiner Pensionierung 2007 tätig war.
1973 bis 1989 war er Herausgeber und von 1989 bis 1997 leitender Redakteur der wissenschaftlichen Zeitschrift Archiv Orientální. In den Jahren von 1974 bis 1979 arbeitete er mit anderen Wissenschaftlern an einem neusumerischen Wörterbuch am Instituto per gli Studi del Vicino Oriente.
1982 bis 1984 studierte er mesopotamische Landwirtschaft am Institut für Altorientalistik an der Freien Universität Berlin. 1992 wurde er dort zum Gastprofessor ernannt. 1990 bis 1995 arbeitete er an einem Projekt des Deutschen Archäologischen Instituts in Berlin zur Aufarbeitung von Ausgrabungen durch russische Wissenschaftler in der Kaspischen Region und dem Kaukasus.
Seit 1993 unterrichtet er an der Hussitischen Theologischen Fakultät der Karls-Universität in Prag, seit 1995 als Privatdozent und seit 2005 als Professor.
Hruška war seit 1994 Mitglied des Komitees der Rencontre Assyriologique Internationale, Groupe F. 1999 wurde er Mitglied der Tschechischen Orientalischen Gesellschaft, 2002 der Deutschen Orientalischen Gesellschaft. 2007 wurde er Mitglied der International Association for Assyriology.

## Schriften
- mit Jiří Prosecký, Jana Součková, Klára Břeňová: Encyklopedie mytologie starověkého Předního východu. Libri, Prag 2003, ISBN 80-7277-188-4.
- Sumerian agriculture. New findings (= Max-Planck-Institut für Wissenschaftsgeschichte. Preprint. 26, ISSN 0948-9444). Max-Planck-Institut für Wissenschaftsgeschichte, Berlin 1995.
- Zum Gründungsritual im Tempel Eninnu. In: Barbara Böck, Eva Cancik-Kirschbaum, Thomas Richter (Hrsg.): Munuscula Mesopotamica. Festschrift für Johannes Renger (= Alter Orient und Altes Testament. 267). Ugarit-Verlag, Münster 1999, ISBN 3-927120-81-2, S. 217–228.